# بوشنوية لميعة
بوشنوية لميعة (الاسم العلمي:Buchenavia nitidissima) هي نوع من النباتات يتبع جنس البوشنوية من الفصيلة القمبريطية.